# お茶っ人
お茶っ人（おちゃっと）は、NPO法人宇治大好きネットが運営する地域SNS（ソーシャル・ネットワーキング・サービス）である。

## 概要
平成18年（2006年）11月に宇治市が主体となり設立された。その後、平成23年（2011年）4月に宇治市からNPO法人宇治大好きネットに移管された。